# This Afternoon
«This Afternoon» —en español: «Esta tarde»— es el octavo y último sencillo del sexto disco de la banda de rock canadiense Nickelback, Dark Horse, lanzado el 23 de marzo de 2010.

## Vídeo musical
El vídeo musical fue lanzado el 4 de mayo y fue dirigido por Nigel Dick.
En el video, una fraternidad de frikis de la universidad hace una fiesta enorme para "demostrar al mundo que la brigada nerd sabe rockear". Uno de los miembros tiene la tarea de conseguir un montón de cerveza y al otro es asignado a encontrar mujeres hermosas para asistir a la fiesta. Luego llega otro miembro después de haber secuestrado a Nickelback para tocar en la fiesta, el líder de la fraternidad, sin embargo dice "¿Nickelback? ¿me trajiste a Nickelback?. esta bien, esta bien, lo harán".Entonces son obligados por 2 jugadores de Fútbol Americano a tocar la canción. 
La canción contiene un fuerte contenido lírico sugestivo de cannabis, incluyendo una alusión a Bob Marley, así como Cheech y Chong.
Durante la semana del 4 de junio de 2010, el vídeo debutó en el Top Twenty CMT de cuenta regresiva en el número 18.

## Posiciones en las listas
La canción ha sido un éxito en el Billboard Hot 100, alcanzando el puesto número treinta y cuatro. Es la banda más alta en las listas desde su sencillo "If Today Was Your Last Day".
En Alemania, la canción debutó en el puesto número 84, pero subió rápidamente.
En su tercera semana alcanzó el cincuenta top al saltar al número 49 y en su séptima semana que entró en el top treinta alcanzando N º 29.

### Listas
| Lista (2010)                                | Máxima Posición |
| ------------------------------------------- | --------------- |
| Alemania (Media Control AG)                 | 29              |
| Australia (ARIA)                            | 27              |
| Austria (Ö3 Austria Top 40)                 | 27              |
| Bélgica (Flandes) (Ultratip Bubbling Under) | 39              |
| Canadá (Hot 100)                            | 16              |
| Eslovaquia (IFPI)                           | 70              |
| Estados Unidos (Billboard Hot 100)          | 34              |
| Estados Unidos (Adult Pop Songs)            | 4               |
| Estados Unidos (Pop Songs)                  | 24              |
| Unión Europea (European Hot 100)            | 86              |
| Hungría (Rádiós Top 40)                     | 9               |
| Países Bajos (Dutch Top 40)                 | 24              |
| Reino Unido (UK Singles Chart)              | 79              |
| Reino Unido (UK Rock Chart)                 | 1               |
| Suiza (Schweizer Hitparade)                 | 69              |